# Stolpe (Mecklembourg)
Pour les articles homonymes, voir Stolpe.
Stolpe est une municipalité allemande du land de Mecklembourg-Poméranie-Occidentale et l'arrondissement de Ludwigslust-Parchim.

## Personnalités
- Madeleine Truel (1904-1945), auteure et résistante française, est décédée à Stolpe.